# Лорікет-нектароїд червонолобий
Лорікет-нектароїд червонолобий (Glossopsitta concinna) — вид папугоподібних птахів родини Psittaculidae. Ендемік Австралії.

## Поширення
Вид поширений на сході Нового Південного Уельсу, у Вікторії, Південній Австралії і Тасманії. Мешкає в евкаліптових лісах і сухих лісах на південному сході материка, головним чином на захід від Великого Вододільного хребта.

## Опис
Папужка завдовжки до 22 см і вагою від 60 до 90 грамів. Самці мають переважно зелене оперення. На нижній стороні тіла він більш блідий і жовтуватий. Широка червона смуга тягнеться через чоло і веде до шиї. Верх і потилиця блакитні. Шия і передня частина спини коричнево-сірі з зеленим відтінком. З боків грудей є великі жовті ділянки пір'я, але їх не видно, коли крила закриті. Підкрила жовтувато-зелені. Хвіст зелений і має помаранчево-червоне забарвлення біля основи внутрішніх махових. Дзьобик дуже маленький і ніжний. Він чорний з кораловим кінчиком. Райдужка помаранчева. Ноги зеленувато-коричневі. Самиці схожі на самців, але в цілому трохи блідіше за кольором. Зона блакитного пір'я на маківці трохи менша.